# Научный (ландшафтно-рекреационный парк)
«Научный» (укр. «Научний», крымскотат. «Nauçnıy», «Научный») — ландшафтно-рекреационный парк, расположенный в Крымских горах на территории Бахчисарайского района (Крым). Площадь — 965 га. Землепользователи — Министерство экологии и природных ресурсов Республики Крым, государственное автономное учреждение Республики Крым «Бахчисарайское лесное хозяйство».

## История
Региональный ландшафтный парк был создан Постановлением верховной Рады автономной республики Крым от 21.12.2011 № 643-6/11 «О расширении и упорядочении сети территорий и объектов природно-заповедного фонда местного значения в Автономной Республике Крым».
Является ландшафтно-рекреационным парком регионального значения, согласно Распоряжению Совета министров Республики Крым от 5 февраля 2015 года № 69-р Об утверждении Перечня особо охраняемых природных территорий регионального значения Республики Крым.
Приказом министерства экологии и природных ресурсов Республики Крым от 30.12.2016 № 2735 «Об утверждении Положения о ландшафтно-рекреационном парке регионального значения Республики Крым „Научный“» определены режим хозяйственного использования и зонирование территории парка.

## Описание
Парк расположен на Внутренней гряде Крымских гор на территории Бахчисарайского гослесхоза и включает безыменный горный хребет — водораздел рек Бодрак (бассейна Альмы) и Янырек (нижнее течение реки Марта, бассейн Качи), что юго-восточнее Научного. Наивысшие вершины хребта — Кычхи-Бурну (643 м) и Гайтан-Тепе (598 м). Безымянный хребет расчленён балками.
Парк имеет функциональное зонирование: заповедная, регулируемой рекреации, стационарной рекреации, хозяйственная зоны.
Есть три туристических маршрута (№ 93, 94, 96), две туристические стоянки (плохо обустроены) у ручья реки Марта. У парка расположен НИН Крымская астрофизическая обсерватория, который также является местом посещения туристов.
Ближайший населённый пункт — пгт Научный, город — Бахчисарай.